# Rinne
Rinne is een historisch merk van inbouwmotoren (Rinne Motoren GmbH, Berlin (1924-1932).
Het gaat hier over een Duits merk dat liggende eencilinder tweetaktmotoren bouwde, in sommige gevallen uitgevoerd met verdampingskoeling. 
De blokken werden voornamelijk aan andere fabrikanten geleverd, zoals Bücker en Leto. De door Max Hucke gebouwde complete motorfietsen (zie Hucke-Rinne) hadden blokken van 124-, 174- en 248 cc.